# Martanda Cinkaiariyan
Martanda Cinkaiariyan (tàmil மார்த்தாண்ட சிங்கையாரியன்) (mort 1348) fou rei de Jaffna amb el nom de tron de Pararasasekaram III. Era membre de la dinastia Aryacakravarti i va succeir al seu pare Varodaya Cinkaiariyan. De la seva dinastia hi ha evidència històrica i epigràfica. Va ser descrit per Ibn Battuta en el seu conegut relat de viatge i també const per algunes inscripcions. Va supervisar el comerç internacional del regne de Jaffna amb el Iemen per mitjà dels potents vaixells de comerç del regne. Martanda Cinkaiariyan Va acompanyar Ibn Battuta al cim de Sivanoli Padam Malai juntament amb ioguis i altre hindús i companys del rei que visitaven el lloc sagrat dedicat a Xiva anualment.

## Ibn Battuta
Ibn Battuta, un viatger marroquí va descriure el seu govern en el seu llibre de viatges. Ibn Battuta esmenta que el rei va tenir una flota força gran, i va ser vist comerciant amb perles, canyella i anyil i va tenir una relació cordial amb governants indis. En el seu llibre destaca que el rei acampava a Puttalam on va tenir la seva capital estacional i on estava acampat a causa de ser l'estació de pesca de perles.

## Èxits militars
Una font primària com el Yalpana Vaipava Malai enregistra que Martanda es va veure forçat a sotmetre alguns caps vànnies de la regio de Vanni que s'havien rebel·lat contra ell. Un inscripció datada en el 3r any del regnat de Vikramabahu III (1357–1374), trobada al Medawala Rajamaha Vihara al districte de Kandy enregistra un tractat entre el rei del sud i un Aryacakravarti anomenat Martanda (Sin ai Ariyan) de Jaffna. En la inscripció de Medawala de 1359 trobada prop d'una figuera de les pagodes de Medawala a Harispattuva revela que Martanda nomenava recaptadors d'impostos dels pobles de Sinduruvana, Balawita, Matale, Dumbara i Sagamathunarata que pertànyien al regne de Gampola.
Es creu que a causa de les incursions de Martanda fins a Quatre Korales (una divisió administrativa medieval de Sri Lanka occidental) pertanyent a Gampola així com altres seccions de Udarata, aquest regne va estar sota el control temporal del regne de Jaffna. El Rajavaliya una font primària escrita durant aquell període també es refereix al fet que els Aryacakravartis van recollir impostos de Udarata i de les planes del sud. Alguns historiadors atribueixen les inscripcions de Kotagama que descriuen una victòria d'un desconegut Aryacakravarti, a aquest rei però altres les daten al segle xv basant-se en l'ús de la llengua.

## Successió
El va succeir el seu fill Gunabhooshana Cinkaiariyan.